# Скрилекс
Скрилекс (на английски: Skrillex, роден като Сони Джон Мур, на английски: Sonny John Moore) е американски диджей и продуцент. Той работи в жанровете бростеп, електро-хаус, пост-хардкор дъбстеп. Преди това той е лидер на групата „From First to Last“. Скрилекс държи рекорда за електронен музикант с най-много награди „Грами“ - 8 на брой.

## Биография
Мур е роден на 15 януари 1988 г. в северната част на Лос Анджелис.
На 2 годишна възраст, родителите му, Франсис Мур и Скот Мур се преместват във Форест Хилс, Сан Франциско, където той започва училище. На 9 – 10 годишна възраст, Сони се премества в местния интернат, но по-късно се връща в северната част на щата Калифорния. На 12 години, Мур се връща с родителите си в родния си Лос Анджелис. Там той продължава обучението си в частно училище с профил за професионално изкуство. В училище той често бива унижаван и дразнен, за това на 14 годишна възраст той напуска училище и започва да учи от дома си. Малко по-късно той открива, че родителите му не са биологичните му и напуска семейството си. Той започва сам да изкарва прехраната си, говорейки на пънк концерти в малки квартали на Лос Анджелис, както и в клубовете Ехо Парк и Силвър Лейк. От 2004 г. той започва музикалната си кариера. По-късно той се запознава с члена на групата „From First to Last“ Мат Худ, който му предлага да работи като техен китарист.
Това става по времето на издаването на дебютния им албум. Когато Мур е в Грузия, той получава предложение от трима производители да бъде солист на групата, на които той се съгласил. През лятото на 2004 г. групата на амбициозния Сони Мур публикува първия си състав. Албумът е издаден с името „Dear Diary, My Teen Angst Has a Body Count“. След това те организират две турнета, които се казват „Dead by Dawn tour“ и „Vans Warped Tour“. През пролетта на 2006 г. пускат втория си албум „Heroine“, чиито производител е Рос Робинсън. След това групата организира още турнета, но се появил проблем, свързан със здравето на Мур. Поради това, някои концерти били отменени. Сони бил подложен на операция, а след това решава да напусне групата, за да прави солови проекти. За начало, Мур публикува първите си самостоятелни песни в интернет. Това са песните „Signal“, „Equinox“ и „Glow Worm“.
Такива прибързани действия от негова страна привличат вниманието на обществеността и дават старт на Сони като солов артист. Няколко месеца по-късно той свири с новата си група по време на турне. По-късно създава няколко диска, които подарява на феновете си, като дава по 30 диска на концерт. Те са опаковани в хартия, на която се вижда всеки от групата му. През лятото на 2008 г., Сони Мур и прочутия продуцент Хой Шейн започват да записва дебютния си албум „Bells“, издаването му се отменя. През това време, Скрилекс също е участвал в работата по албума „Path of Totality“, който записва заедно с групата „Korn“. През април 2009 г., Сони Мур пуска нов албум „Gypsyhook“, където има само 3 песни и 4 ремикси към тях. През 2008 г. Мур обявява сценичното си име „Скрилекс“. Преди това, в интернет можел да бъде намерен под името на неговите композиции „Twipz“. През 2010 г. Мур издава първия си албум в световен мащаб под името „Skrillex – My name is Skrillex“. Той имал възможност да си сътрудничи с група „Bring Me The Horizon“. В записите на третия си албум, Скрилекс използвал много силни вокали и групата била доволна от работата. Малко по-късно Скрилекс прави турне из страната, след като подписва договор с водещата звукозаписна компания „Mau5trap Records“. Едни от най-известните му хитове са „First of the Year“, „Bangarang“, „Break.n Sweat“, „Make It Bun Dem“ и други.

## Личен живот
Малко се знае за личния му живот. През зимата на 2012 г. Ролинг Стоун дава информацията, че Скрилекс и Ели Голдинг прекарват много време заедно. В допълнение се пише, че той е работил заедно с нея професионално. През октомври 2012 г. Мур и Ели се разделят. Счита се, че тяхната любов не е преминала изпитанията на дългите пътувания и нестандартния работен график.